# Cornwall (Connecticut)
Cornwall è un comune di 1.489 abitanti degli Stati Uniti d'America, situato nella Contea di Litchfield nello Stato del Connecticut.